# Mephisto (film)
A Mephisto 1981-ben bemutatott színes, magyar–német–osztrák nagyjátékfilm Szabó István rendezésében, Klaus Mann azonos című regénye alapján. A regény főszereplőjét, Hendrik Höfgent a szerző egykori sógoráról, Gustaf Gründgens színész-színigazgatóról, Göring porosz miniszterelnök védencéről mintázta.
A forgatás 1980 júliusa és novembere közt zajlott Budapesten, a film többi jelenetének egy részét Kelet- és Nyugat-Berlinben, Hamburgban és Párizsban vették fel.
1982-ben a magyar játékfilmek közül elsőként elnyerte a legjobb idegen nyelvű filmnek járó Oscar-díjat. 2012-ben bekerült a Magyar Művészeti Akadémia tagjai által kiválasztott legjobb 53 magyar alkotás közé.

## Történet
A történet az 1920-as években kezdődik. A hamburgi színház társulatának tehetséges színészében, Hendrik Höfgenben mérhetetlen karriervágy ég. A hamburgi kabaré jelentéktelen színészei segítették a kiugráshoz. Magas politikai támogatóra lel, és karrierje meredeken ível felfelé. Baloldalisága és művészi féltékenysége miatt Höfgen nézeteltérésekbe kerül a színház ugyancsak tehetséges színészével, a nemzetiszocialista Niklasszal (Cserhalmi György). Höfgen érvényesülése érdekében feleségül veszi a nagypolgári családból származó Barbara Brucknert. A Berlini Állami Színházban kap szerződést, ahol végre eljátszhatja álmai szerepét, Mephistót. Ezzel megkezdődik feltartóztathatatlan karrierje, épp az idő tájt, amikor a nemzetiszocialista párt 1933-ban hatalomra kerül. Már nincs szüksége a régi emberekre, emelkedése során megtagadja a múltját, sorra elárulja társait, és fokozatosan behódol a náci hatalomnak.

## Szereplők
- Klaus Maria Brandauer – Hendrik Höfgen (Szakácsi Sándor)[1]
- Cserhalmi György – Hans Miklas
- Bánsági Ildikó – Nicolette von Niebuhr
- Krystyna Janda – Barbara Bruckner (Kútvölgyi Erzsébet)[1]
- Rolf Hoppe – Tábornagy (Szilágyi Tibor)[1]
- Andorai Péter – Otto Ulrichs (Dunai Tamás)[1]
- Karin Boyd – Juliette Martens (Káldy Nóra)[1]
- Christine Harbort – Lotte Lindenthal (Csomós Mari)[1]
- Major Tamás – Kroge színigazgató
- Kishonti Ildikó – Dora Martin
- Lukács Sándor – Rolf Bonetti
- Bisztrai Mária – Motzné
- Bánfalvy Ágnes – Angelika Siebert, naiva
- Hernádi Judit – Rachel
- Kun Vilmos – Knorr felügyelő
- Gencsy Sári – Bella Höfgen
- Sólyom Katalin – Bernhardt kisasszony
- Tordai Teri – Lennie, a szobrásznő
- Versényi Ida – súgó
- Komlós István – Kis Böck, Öltöztető
- Zdzisław Mrożewski – Bruckner, tanácsos
- Stanislava Strobachová – Tábornokné
- Újlaky Károly – Sebastian
- Martin Hellberg – professzor Berlinben
- Bánffy György – Faust
- Csőr József – Joachim, jellemszínész
- Christian Grashof – Cäsar von Muck (Fodor Tamás)[1]
- Temessy Hédi – egy nagybankos neje
- David Robinson – Davidson, kritikus
- Kovács Géza (Müller, kritikus)
- Hans Ulrich Laufer – Radig, szerkesztő (Gera Zoltán)[1]
- Bordán Irén – filmszínésznő
- Gáti Oszkár – filmszínész
- Margrid Hellberg, Kerstin Hellberg – fiatal énekesek
- Balikó Tamás, Palotai István, Papp Bertalan, Rubold Ödön – a Tábornagy szárnysegédei
- Kalmár Magda (szoprán énekes)[2]
- Szabó István (A színházirend tagja)[2]

További szereplők: Balogh Rózsa, Bognár Mónika, Bolykovszki Béla, Czeglédi Erzsébet, Dömölky János, Fekete Mária, Fésűs Tamás, Fráter Katalin, Gombik Oszkárné, Karancz Katalin, Karsai István, Kiss Bazsa, Laczkovich Géza, Lencz György, Lukácsi József, Majoros Sándor, Máté Rita, Mezey Lajos, Mossóczy Vilmos, Philippovits Tamás, Pregitzer Fruzsina, Ramshorn Gizella, Sándor Erzsi, Sebestyén András, Strébely Csilla, Szacsky Mihály, Tihanyi Péter, Tóth Tamás, Török Vidor, Varga Katalin, Xantus János, Zvoronics Imre

## Díjak, jelölések
- Oscar-díj (1982)
  - díj: legjobb idegen nyelvű film
- Cannes-i Nemzetközi Filmfesztivál (1981)
  - díj: legjobb forgatókönyv díja (Szabó István)
  - díj: FIPRESCI-díj (Szabó István)
  - jelölés: Arany Pálma (Szabó István)
- Magyar Filmkritikusok Díja (1982)
  - díj: rendezői fődíj (Szabó István)
  - díj: legjobb férfi alakítás díja (Rolf Hoppe)
- Magyar Játékfilmszemle (1982)
  - díj: társadalmi zsűri fődíja
  - díj: alkotói díj (Cserhalmi György)
- Agrigento (1982)
  - díj: Arany Efebo-díj
- David di Donatello-díj (1982)
  - díj: legjobb külföldi film
  - díj: legjobb rendezés
  - díj: legjobb férfi alakítás (Klaus Maria Brandauer)
- Ezüst Szalag díj (1982)
  - díj: a az év legjobb külföldi filmjének
- BAFTA-díj (1982)
  - jelölés: legígéretesebb elsőfilmes főszereplő (Klaus Maria Brandauer)
- London Critics Circle Film Awards (1983)
  - díj: legjobb külföldi film
- Bambi-díj (1983)
  - díj: legjobb színész (Klaus Maria Brandauer)
- Guild of German Art House Cinemas (1983)
  - díj: ezüst (Szabó István)
- Jussi-díj (1983)
  - díj: legjobb külföldi filmes (Klaus Maria Brandauer)

## Eszperantó nyelvű szinkronja
A filmet a 72. Eszperantó Világkongresszuson mutatták be Varsóban 1987-ben.